# Kościół św. Mikołaja i Stanisława Biskupa w Jarosławiu
Kościół św. Mikołaja i Stanisława Biskupa w Jarosławiu – zabytkowy, manierystyczno-wczesnobarokowy kościół rzymskokatolicki znajdujący się przy ulicy Benedyktyńskiej 5 w Jarosławiu. Został zbudowany w latach 1614–1624. Od 1992 roku jest kościołem rektoralnym.
Jest to kościół orientowany, na planie prostokąta z półkolistą apsydą prezbiterium, jednonawowy, z wieżami od strony zachodniej oraz kaplicami po bokach. W głównym wejściu, znajdującym się w elewacji południowej, znajduje się wczesnobarokowy portal z 1621 roku, przeniesiony z elewacji zachodniej po 1635 roku. Z dawnego wystroju wnętrza zachowała się jedynie bardzo bogata dekoracja sztukatorska (powstała około 1650 r.). Obecny ołtarz główny pochodzi z dawnego kościoła jezuitów (ob. archikatedra greckokatolicka) w Przemyślu.

## Historia
Skrzydło północne klasztoru było budowane jednocześnie z kościołem. Budowa drugiego skrzydła (na przedłużeniu kościoła) po 1635 roku wiązała się ze zmianą pierwotnego planu, co wymusiło przeniesienie portalu głównego. Całość założenia nie została nigdy zrealizowana. Cały zespół klasztorny został opasany murami z 8 basztami i wieżą bramną, zachowanymi do dzisiaj. W 1782 roku na mocy reform józefińskich władze zaboru austriackiego skasowały opactwo pp. benedyktynek. Kościół zamieniony został na magazyn, klasztor na koszary, stąd nieoficjalna nazwa ("Anna Kasarnia"). Wspaniałe wyposażenie kościoła i majątek klasztorny uległy konfiskacie. W czasie I wojny światowej zespół znacznie zniszczony, odbudowany w okresie międzywojennym. W 1938 z inicjatywy gen. Wacława Scaevoli-Wieczorkiewicza i inż. Dobrzańskiego prowadzono roboty nad odbudową zabytkowych fortyfikacji klasztoru.
W czasie II wojny światowej teren opactwa był miejscem straceń. W lipcu 1944 wycofujący się Niemcy podpalili zabudowania klasztorne. W 1946 roku klasztor przejęło Ministerstwo Kultury i Sztuki, które w następnym roku przekazało go Szkole Budownictwa. Klasztor został zaadaptowany na szkolny internat. W 1988 roku klasztor przejął Kombinat Rolno-Przemysłowy „Igloopol”, ale nie doszło do odbudowy z powodu jego upadku. 
21 marca 1990 roku władze Jarosławia zwróciły klasztor Benedyktynkom. 27 kwietnia 1991 roku pierwsze trzy Benedyktynki przybyły do klasztoru. Po początkowym remoncie opactwa 6 kwietnia 1992 roku abp Ignacy Tokarczuk poświęcił kościół, a 15 czerwca 1992 roku ustanowił przy nim Rektorat. 1 sierpnia 1994 roku został powołany Ośrodek Kultury i Formacji Chrześcijańskiej im. Służebnicy Bożej Anny Jenke.

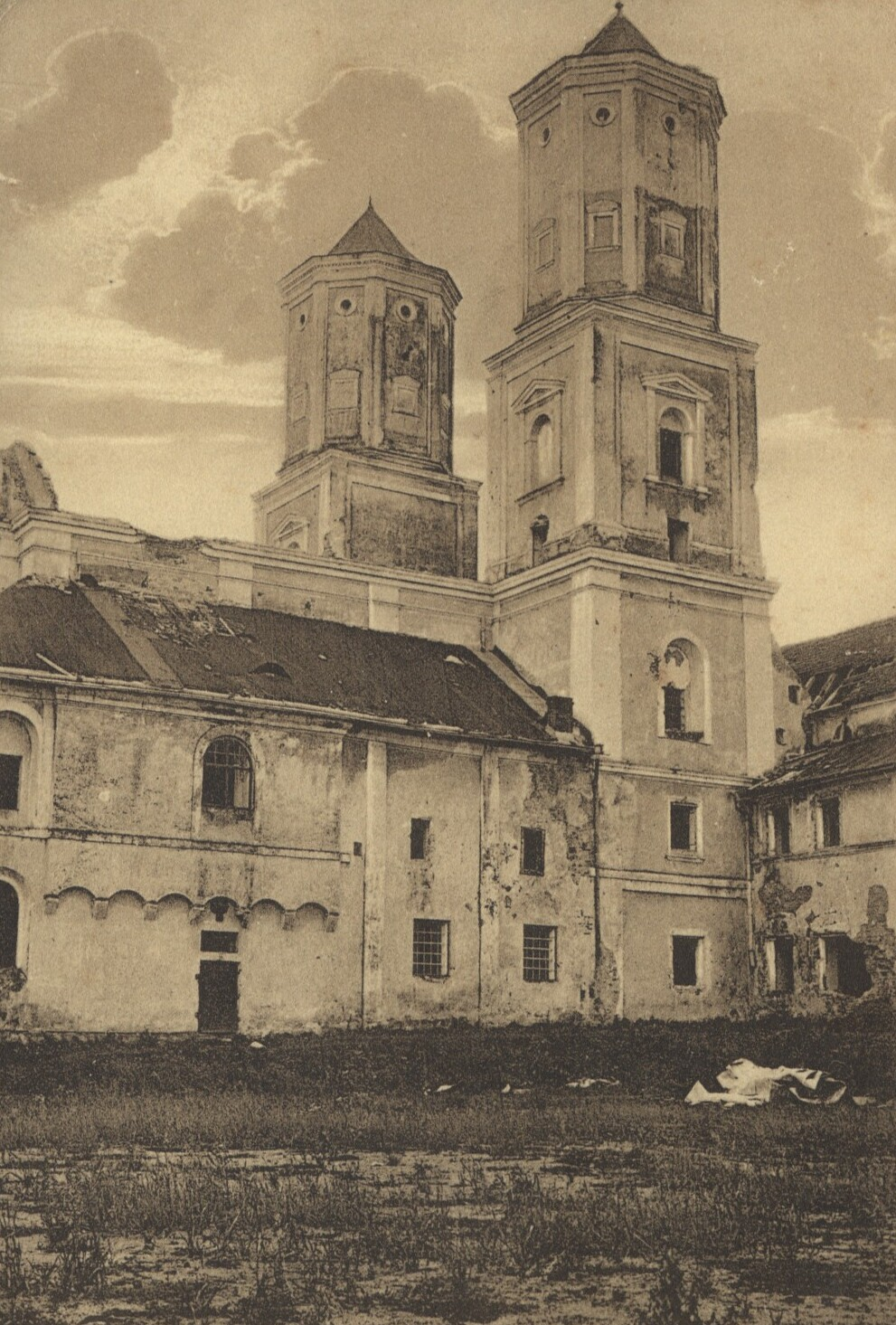
Kościół około 1915
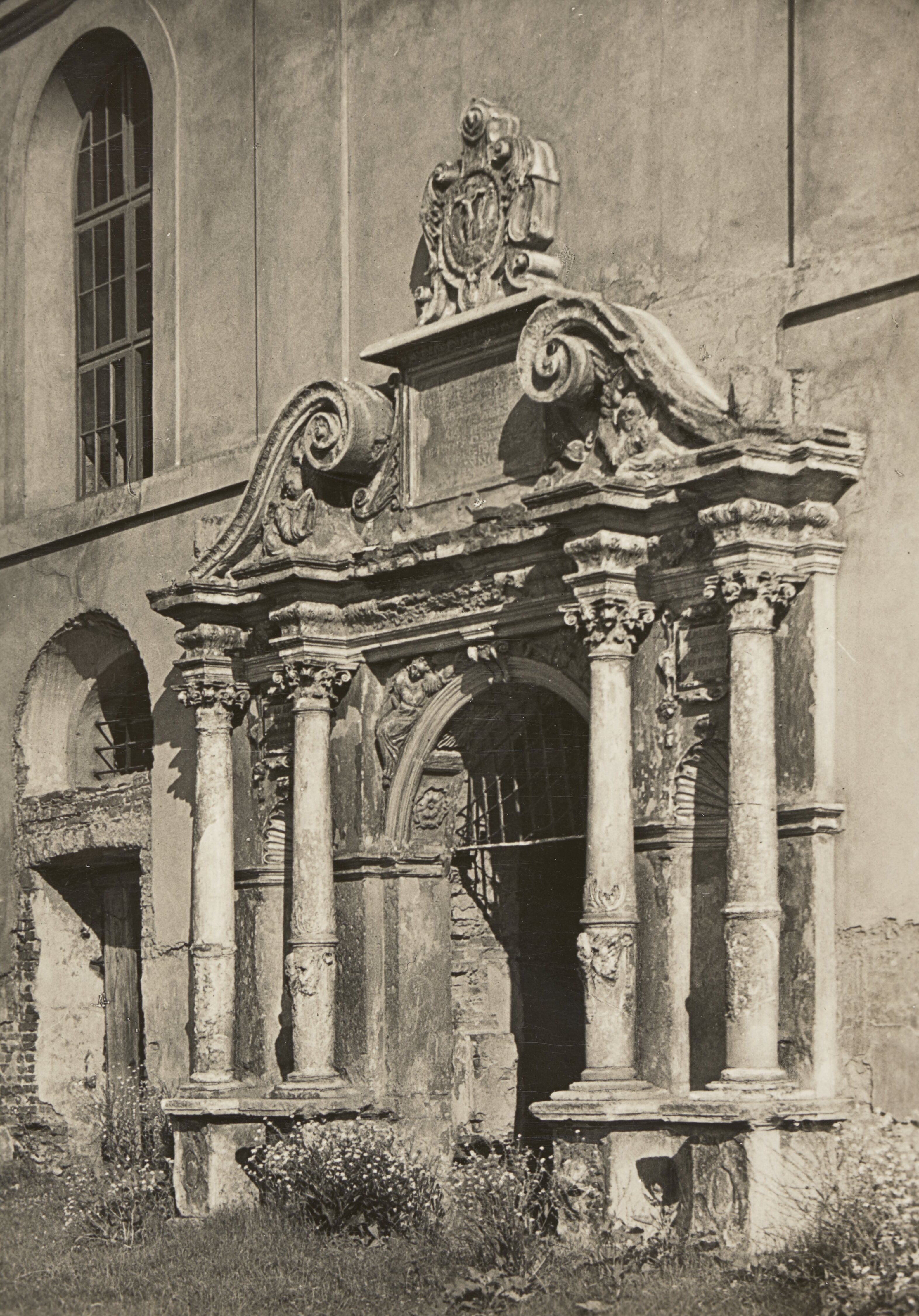
Portal barokowy, 1938
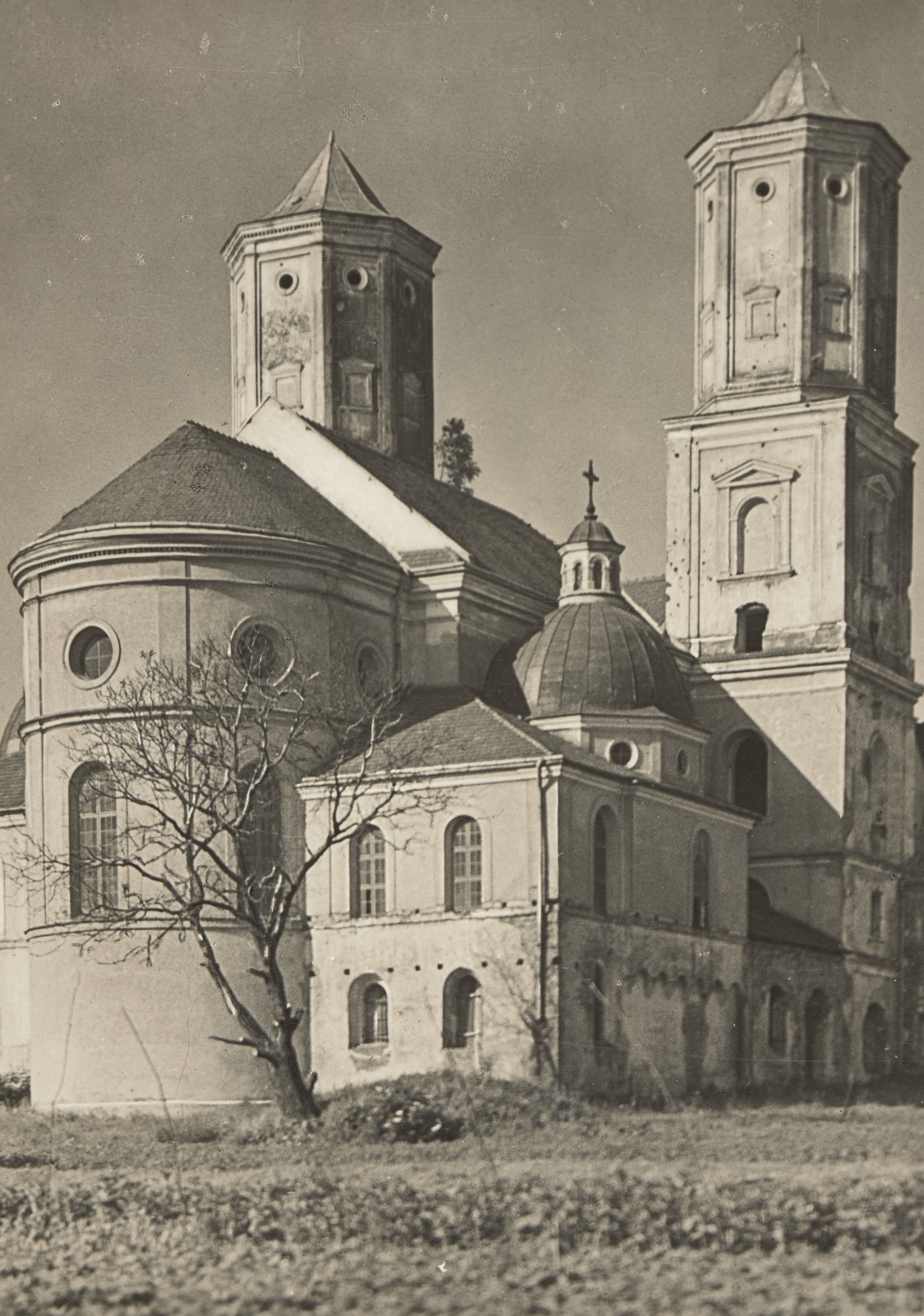
Kościół od strony północno-zachodniej, 1938

## Przełożone klasztoru
| Lata      | Przełożona klasztoru  | Uwagi                                                                                        |
| --------- | --------------------- | -------------------------------------------------------------------------------------------- |
|           |                       |                                                                                              |
| 1515–1592 | Anna Katarzyna Kostka | (XVI wiek – 1592) córka Krzysztofa i Katarzyny Kostki, pierwsza ksieni opactwa benedyktynek. |
| 1592–1656 | Anna Kostka           | (XVI wiek – 1656) córka Krzysztofa i Anny Kostki, druga ksieni opactwa benedyktynek.         |
| 1656–1692 | Anna Barbara Kostka   | (XVII wiek – 1692) córka Jana i Barbary Kostki, trzecia ksieni opactwa benedyktynek.         |
| 1692–1705 | Joanna Gostyńska      |                                                                                              |
| 1705 – ?  | Ludwika Tarłowna      |                                                                                              |
| ?         | Anna Mniszchówna      | córka marszałka wielkiego koronnego                                                          |
| ? – 1782  | Katarzyna Sołtykówna  |                                                                                              |
| 1930–1938 | Jan Kapusta           | salezjanin                                                                                   |
| od 1990   | s. Maria OSB          |                                                                                              |

## Dyrektorzy Ośrodka Formacji Chrześcijańskiej im. Anny Jenke
- Franciszek Rząsa (1991 – 2004)
- Marek Pieńkowski (od 2004)

## Galeria

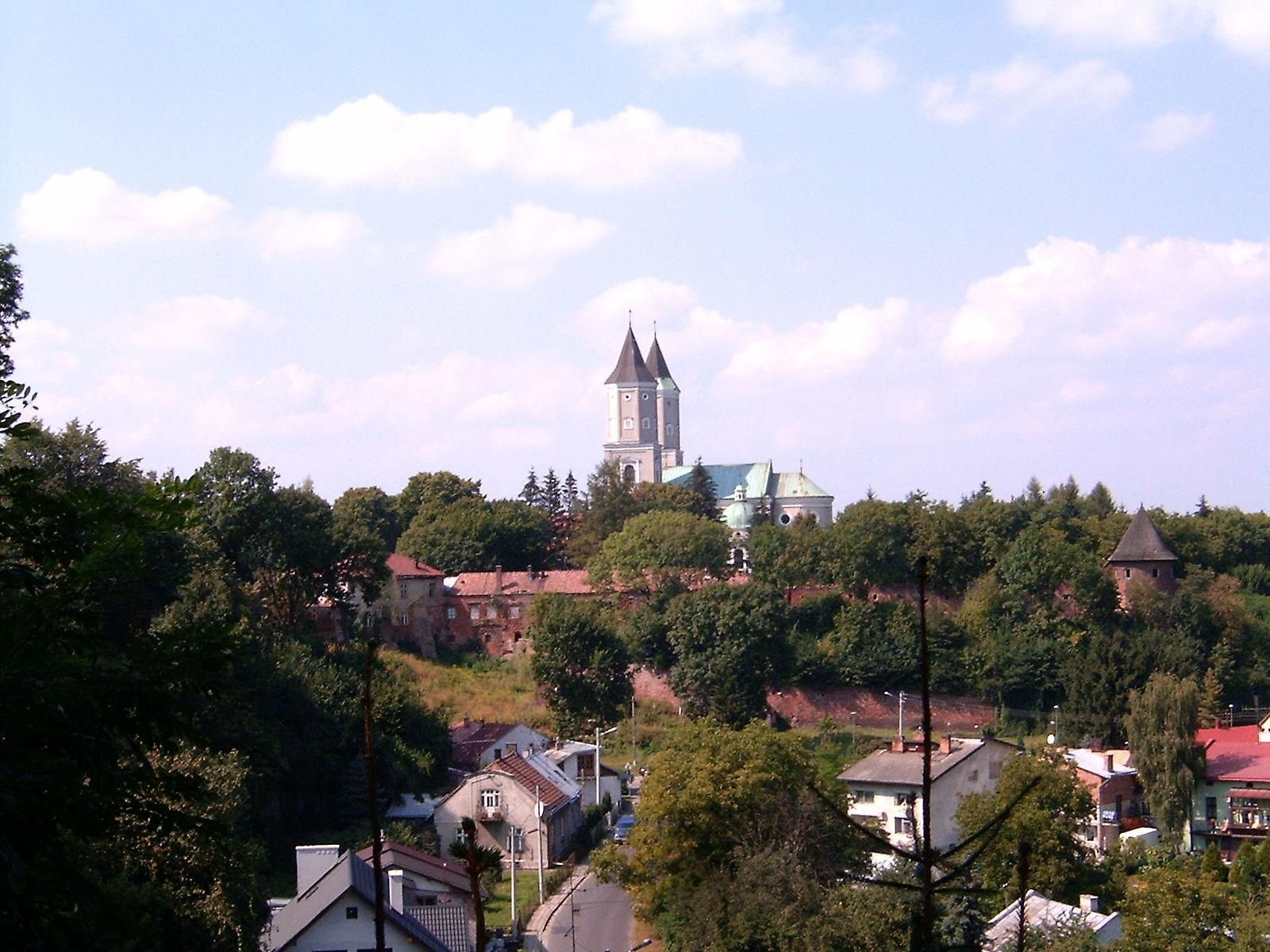
Widok zespołu od strony południowej, z punktu widokowego przy ul. Kasztelańskiej
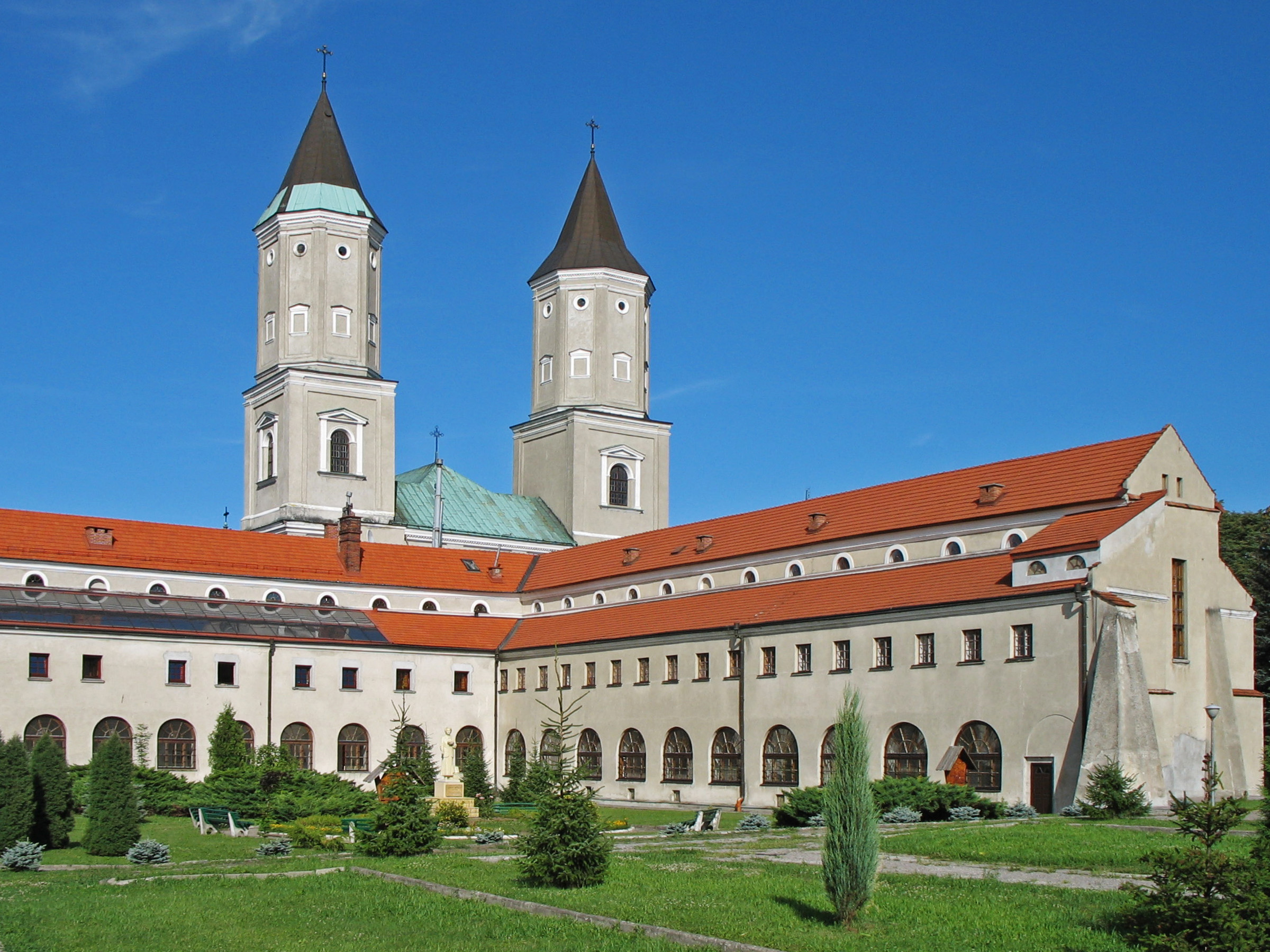
Widok klasztoru i kościoła od strony północno-zachodniej
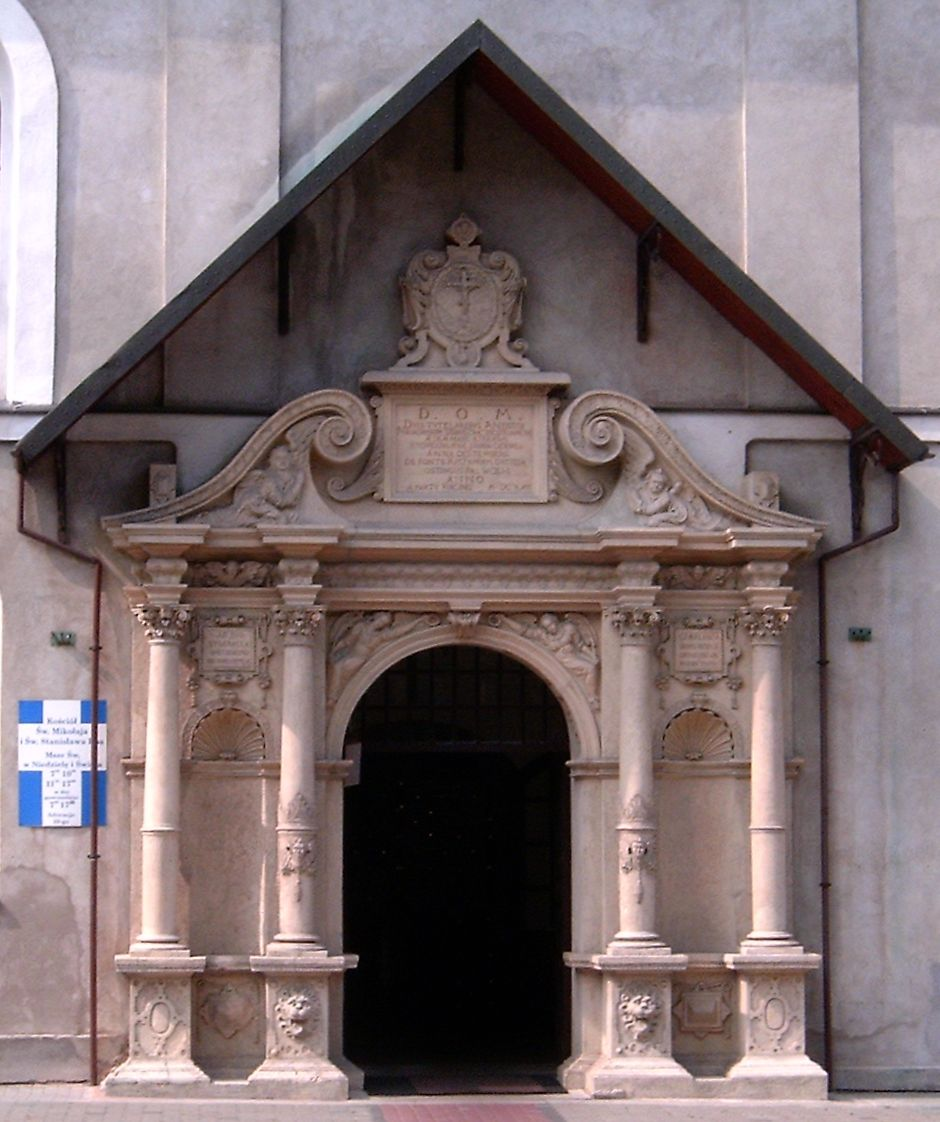
Portal główny w elewacji południowej
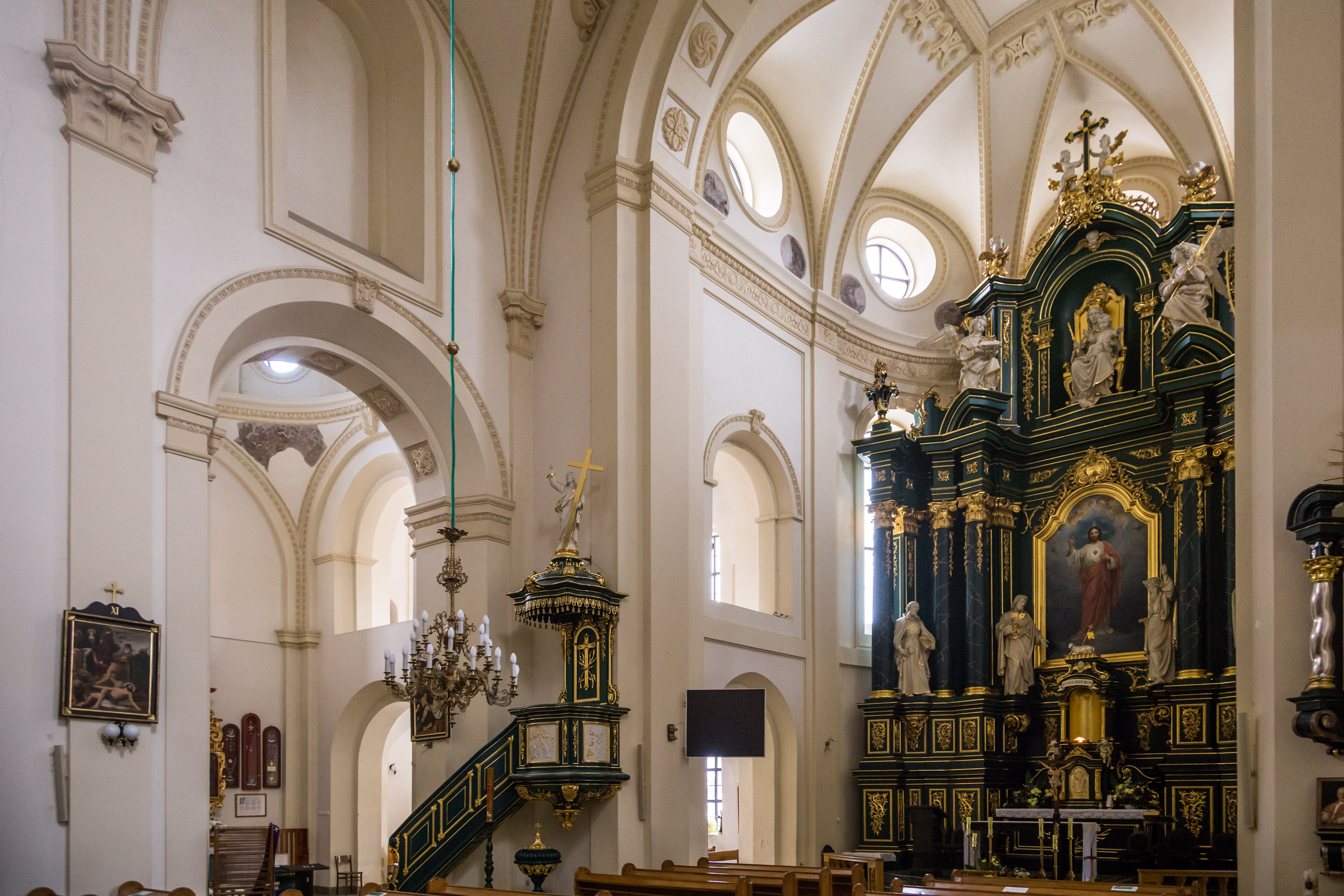
Wnętrze z widokiem w stronę prezbiterium
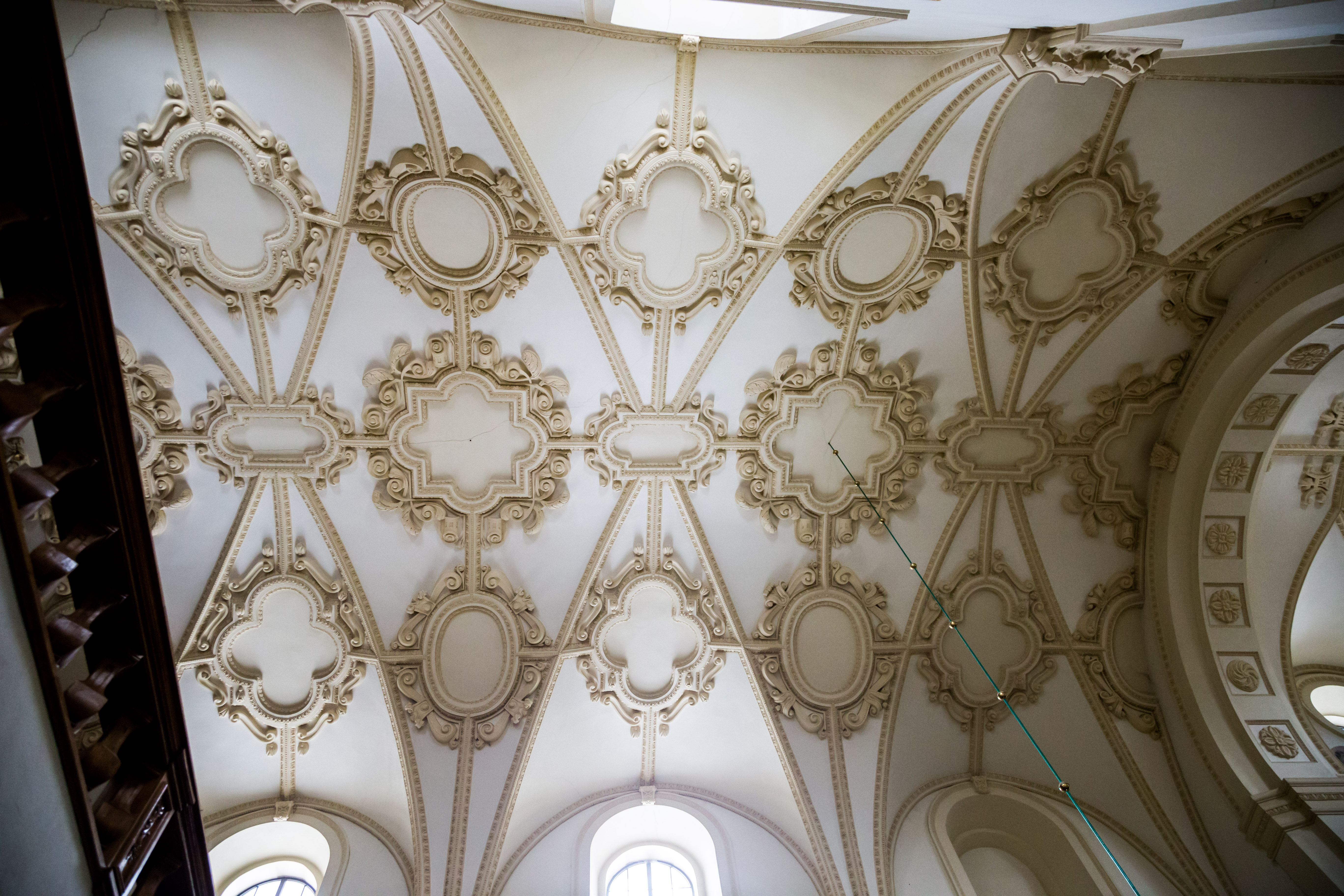
Sklepienie nawy z dekoracją sztukatorską